# Référendum macédonien de 2018
Le référendum macédonien de 2018 est organisé le 30 septembre 2018 afin de permettre à la population macédonienne de se prononcer sur l'accord conclu avec la Grèce, qui porte principalement sur un changement du nom du pays en Macédoine du Nord. Le pays était auparavant connu à l'international sous le nom d'« Ancienne république yougoslave de Macédoine » en raison d'un conflit diplomatique avec le voisin grec. Un taux de participation minimal de 50 % est requis pour en valider le résultat, non contraignant, qui devra par la suite être approuvé par les deux tiers au moins des membres du parlement.
Plus de 90 % des votants se prononcent favorablement. Néanmoins, sur un peu plus de 1,8 million d'inscrits, un peu moins de 667 000 se sont déplacés, soit un peu plus de 36 % de participation, bien en deçà du quorum de 50 %. Le résultat est ainsi constitutionnellement invalide faute d'une participation suffisante, ce que l'opposition met en avant pour proclamer sa victoire, ayant appelé au boycott, tandis que le gouvernement fait de même en mettant en avant l'aspect non contraignant pour affirmer que le quorum ne s'appliquait de toute façon pas.
Le parlement vote l'amendement à la majorité des deux tiers quatre mois plus tard, et l'accord de Prespa entre en vigueur le 12 février 2019.

## Contexte

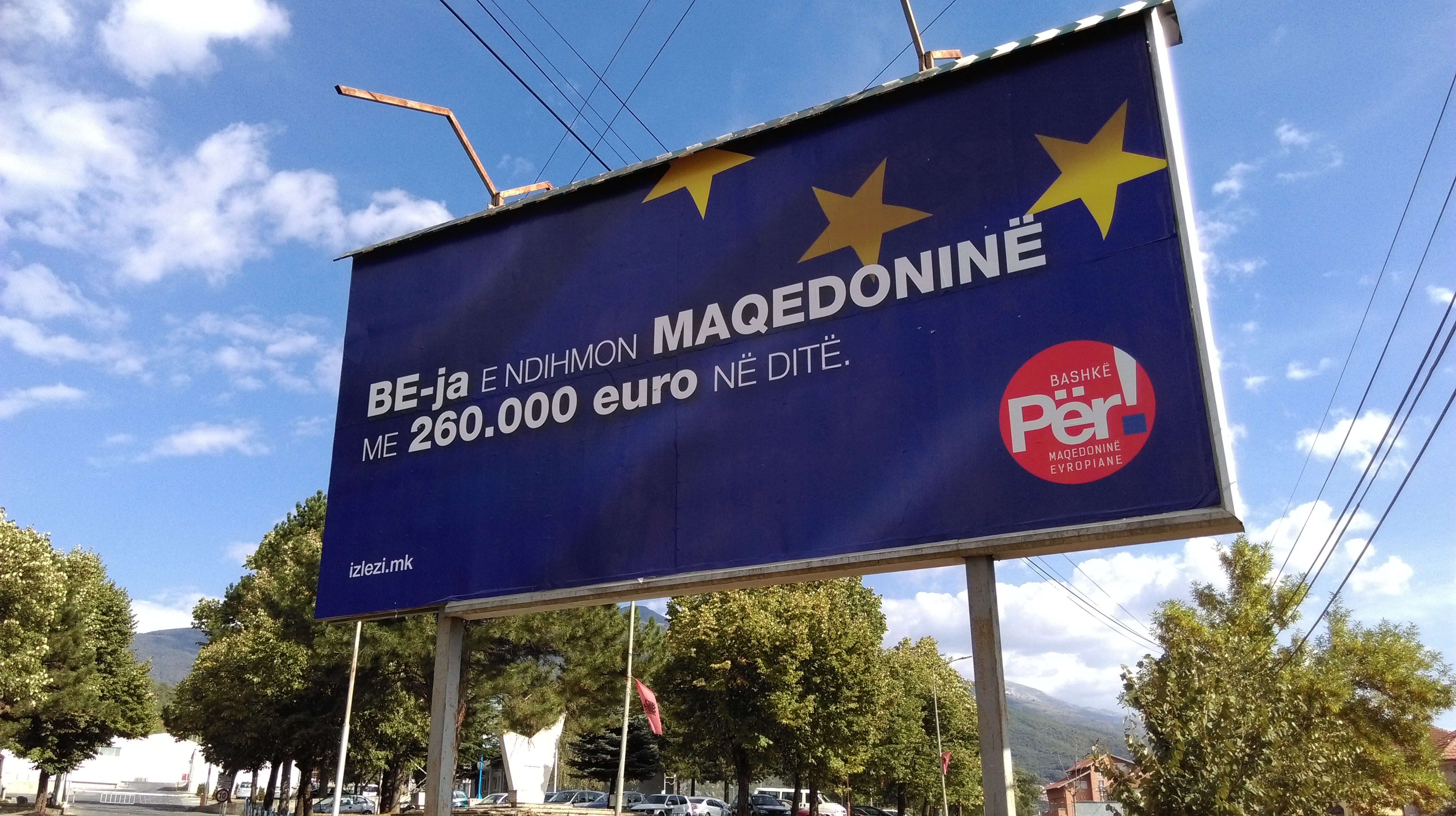
Affiche inscrite en albanais et appelant à voter en faveur du référendum.

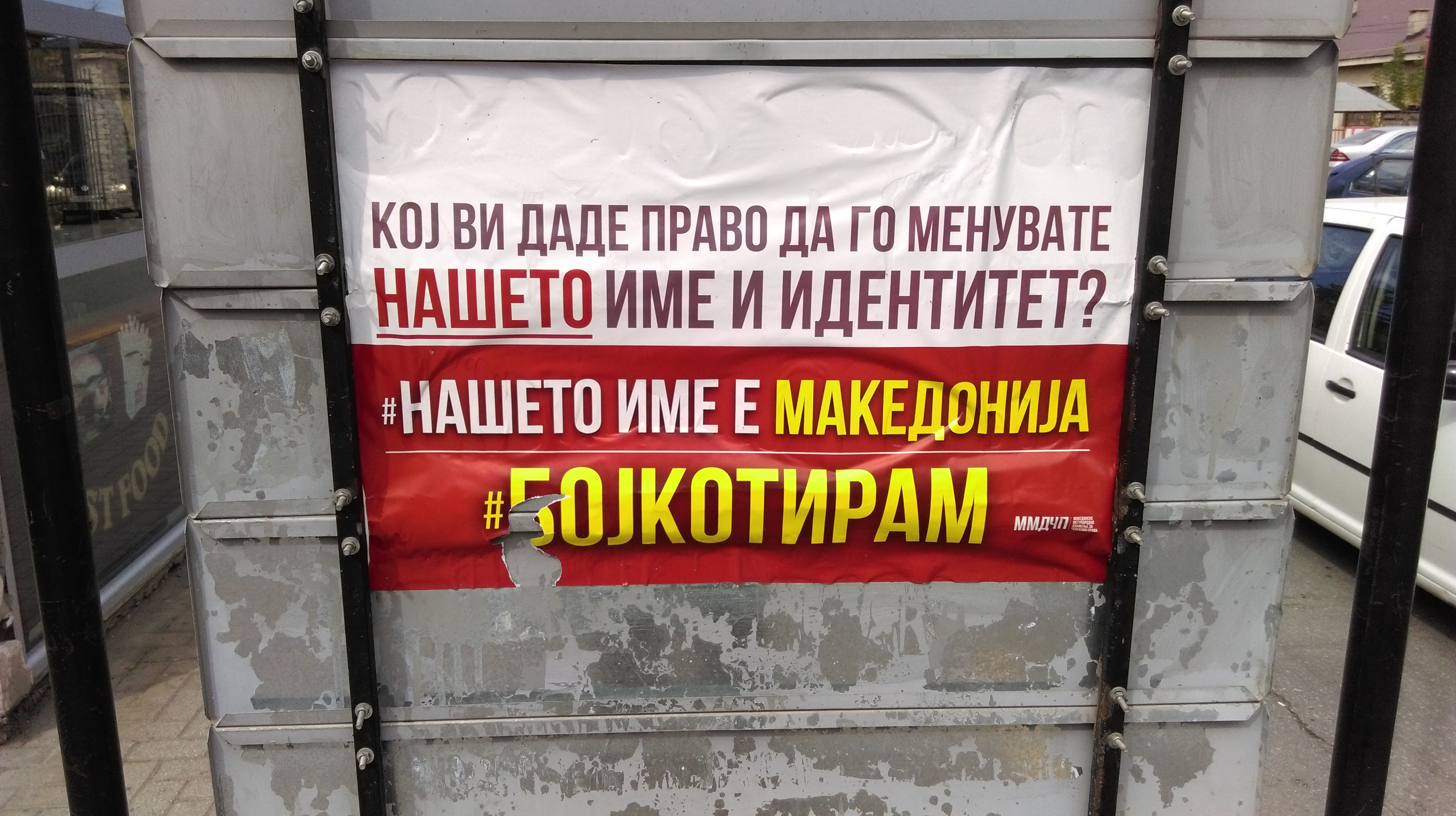
Affiche inscrite en macédonien et incitant au boycott du référendum.

Après plus de 27 ans entre la Macédoine et la Grèce à propos du nom de la Macédoine, qui force cette dernière à être connue à l'international sous le nom d'« Ancienne république yougoslave de Macédoine », l'Accord de Prespa est signé le 17 juin 2018 entre les ministres des affaires étrangères grec, Níkos Kotziás, et macédonien, Nikola Dimitrov, incluant entre autres l'adoption du nouveau nom de « Macédoine du Nord » pour le pays. La signature de l'accord a lieu au lac Prespa, qui marque la frontière commune entre les deux pays ainsi qu'avec l'Albanie.
Le nom est en accord avec ceux des périphéries (régions) grecques existantes appelées Macédoine-Occidentale, Macédoine-Centrale et Macédoine-Orientale-et-Thrace. La nouvelle Macédoine du Nord renoncerait à utiliser le soleil de Vergina, symbole royal de la dynastie macédonienne, et retirerait de sa constitution et de son système éducatif toute possibilité d'irrédentisme en épurant les références explicites à un héritage de la population et de l'État par rapport au royaume de Macédoine de l'Antiquité,. Un comité veillerait également à en retirer les mentions dans les textes et cartes des manuels scolaires. En échange, la Grèce reconnaîtrait le nouveau nom du pays, accepterait la reconnaissance de la langue macédonienne à l’international et cesserait tout blocage de son entrée dans l'Union européenne et l'OTAN.
L'Assemblée de Macédoine ratifie l'accord le 20 juin 2018 par 69 voix pour et 51 abstentions, le parti d'opposition Organisation révolutionnaire macédonienne intérieure - Parti démocratique pour l'unité nationale macédonienne (VMRO-DPMNE) boycottant la séance à l'encontre du gouvernement mené par l'Union sociale-démocrate de Macédoine (SDSM). Le président de la République proche du VMRO-DPMNE Ǵorge Ivanov refuse de signer l'accord, le considérant inconstitutionnel. Le parlement décide de ne pas porter le contentieux devant la Cour constitutionnelle et procède à la place à un second vote le 5 juillet, que le président de l'Assemblée, Talat Xhaferi signe à la place d'Ivanov. Le VMRO-DPMNE tente de ralentir tout au long du mois de juillet la poursuite du processus parlementaire sur le projet de loi référendaire en ne désignant pas de représentants à la commission électorale, mais l'Assemblée l'approuve finalement le 30 juillet par 68 voix pour. La question posée ne mentionne notamment pas le terme Macédoine du Nord, mais uniquement les négociations d'adhésion à l'UE et à l'OTAN. Des changements constitutionnels inclus dans l'accord impliquent de modifier des passages de la Constitution. Ces amendements constitutionnels nécessiteront une majorité des deux tiers à l'Assemblée, en accord avec l'article 131 de la constitution.

## Conditions
En accord avec l'article 73 de la constitution, le projet de loi ne sera considéré comme approuvé de manière valide que si le oui l'emporte à la majorité absolue, exprimée par le terme « 50% +1 » par la Commission électorale nationale (CEN), et que le quorum de participation de 50 % des inscrits est franchi,.

## Objet
L'intitulé de la question soumise aux votants est :

« Êtes-vous pour l'adhésion à l'Union européenne et à l'OTAN, en acceptant l'accord entre la république de Macédoine et la République hellénique ? »

## Campagne
Dès juillet 2018, le gouvernement macédonien commence sa campagne sur les réseaux sociaux.
Le président Ivanov appelle au boycott du scrutin.

## Sondages d'opinion
| Date du sondage            | Oui   | Non   | Indécis | Ne votera pas | Marge d'erreur | Échantillon                        | Sondeur | Méthode                                       |
| -------------------------- | ----- | ----- | ------- | ------------- | -------------- | ---------------------------------- | ------- | --------------------------------------------- |
| 28 juin - 15 juillet 2018  | 49%   | 22%   | 13%     | 16%           | ± 3.0%         | 1 100 sondés âgé de plus de 18 ans | IRI     | Entretien en face à face                      |
| 24 juillet - 1er août 2018 | 41.5% | 35.1% | 9.2%    | 12.4%         | ± 3.1%         | 1 026 votants potentiels           | MCIC    | Entretien téléphonique assisté par ordinateur |

## Résultats
| Choix                    | Votes     | %     |  |
| ------------------------ | --------- | ----- |  |
| Pour                     | 609 427   | 91,46 |  |
| Blancs et autres         | 19 230    | 2,88  |  |
| Contre                   | 37 687    | 5,66  |  |
|                          |           |       |  |
| Total                    | 666 344   | 100   |  |
| Abstentions              | 1 139 992 | 63,11 |  |
| Inscrits / Participation | 1 806 336 | 36,89 |  |
| Quorum de participation  | 50 %      | 50 %  |  |

Répartition des votants :
| Votes Pour (91,46 %) |
| ▲                    |
| Majorité absolue     |

Répartition des inscrits :
| Taux de participation (36,89 %) |  |  | Taux d'abstention (63,11 %) |
| ▲                               |  |  |                             |
| Majorité absolue                |  |  |                             |

## Analyse

Votes favorables par commune.

Participation par commune.

Plus de 90 % des votants se prononcent en faveur de la proposition, pour un total de 609 427 votes Oui sur 666 344 votants, bien au-dessus du seuil de la majorité absolue de 50 % + 1 établi à 333 173 votants par la CEN. Cependant, le référendum n'est pas validé dans la mesure où moins de 50 % des inscrits se sont déplacés aux urnes. Le résultat ne prend par conséquent pas un caractère impératif, laissant libre le parlement de le voter ou non. Outre le succès de la campagne de boycott de l'opposition — bien que non assumée ouvertement en tant que telle sous la pression des gouvernements européens —, le caractère périmé des listes électorales vieilles de seize ans aurait participé à grossir l'abstention, entre 300 000 et 400 000 Macédoniens ayant émigrés depuis, soit entre 17 et 22 % du total des inscrits.

## Conséquences
Le 19 octobre 2018, le parlement macédonien délibère en faveur d'une révision constitutionnelle dans le but de renommer le pays en « république de Macédoine du Nord ». Un total de 80 députés votent pour initier ce processus, atteignant tout juste la majorité des deux tiers requise pour promulguer des changements constitutionnels. L'ensemble de la majorité présidentielle ainsi qu'une dizaine de députés de l'opposition vote ainsi en faveur.
Le 11 janvier, la révision constitutionnelle est adoptée par 81 voix sur 120, soit une de plus que la majorité requise des deux tiers. Le gouvernement parvient en effet a rallier les voix de plusieurs députés de l'opposition de droite. Il est alors soupçonné d'avoir eu recours a des tractations impliquant le domaine judiciaire, plusieurs de ces députés ayant bénéficié d'une amnistie quelques semaines auparavant sur leurs implications dans plusieurs affaires.
Selon les termes de l'accord bilatéral, un vote au parlement hellénique doit venir le compléter avant son entrée en vigueur. Le 13 janvier 2019, les Grecs indépendants quittent la coalition gouvernementale grecque pour protester contre la volonté du gouvernement de faire voter par le parlement son accord à un changement de nom de la Macédoine en Macédoine du Nord. Le premier ministre grec Alexis Tsipras sort vainqueur le 16 janvier d'une motion de confiance par 151 voix pour et 148 voix contre, et le parlement hellénique finit par ratifier le texte le 25 par 153 voix sur 300. L'accord de Prespa entre ainsi en vigueur le 12 février 2019.
Entre-temps, les 29 membres de l'Otan signent le 6 février le protocole d'accession de la Macédoine du Nord, en accord avec les termes du traité.